# Night Visions Live
«Night Visions Live» es el segundo álbum en vivo de la banda estadounidense de rock alternativo Imagine Dragons. Grabado el 16 de mayo de 2013 en el recinto natural al aire libre, el “Red Rocks Amphitheatre” en Denver, durante el «Night Visions Tour», fue lanzado el 25 de febrero de 2014 por medio de KIDinaKORNER e Interscope Records.
Las versiones físicas de «Night Visions Live» incluyeron el documental de 2012 “The Making of Night Visions” y los videos musicales de los temas «It's Time», «Radioactive», «Demons» y «On Top Of The World».
Eventualmente, «Night Visions Live» sería agregado en la versión «Expanded Edition / Super Deluxe» de «Night Visions», lanzado el 9 de septiembre de 2022 en conmemoración de su décimo aniversario.

## Antecedentes
El 4 de septiembre de 2012, Imagine Dragons lanzó «Night Visions», con una agradable aceptación por parte de la crítica y el público. Para promocionar el álbum, la banda inició una gira de conciertos de un año que comenzó a principios de 2013 y terminó a mediados de 2014, llamada «Night Visions Tour». La gira se extendió por más de 170 fechas, y visitó América del Norte, América del Sur, Europa y Oceanía.

## Grabación

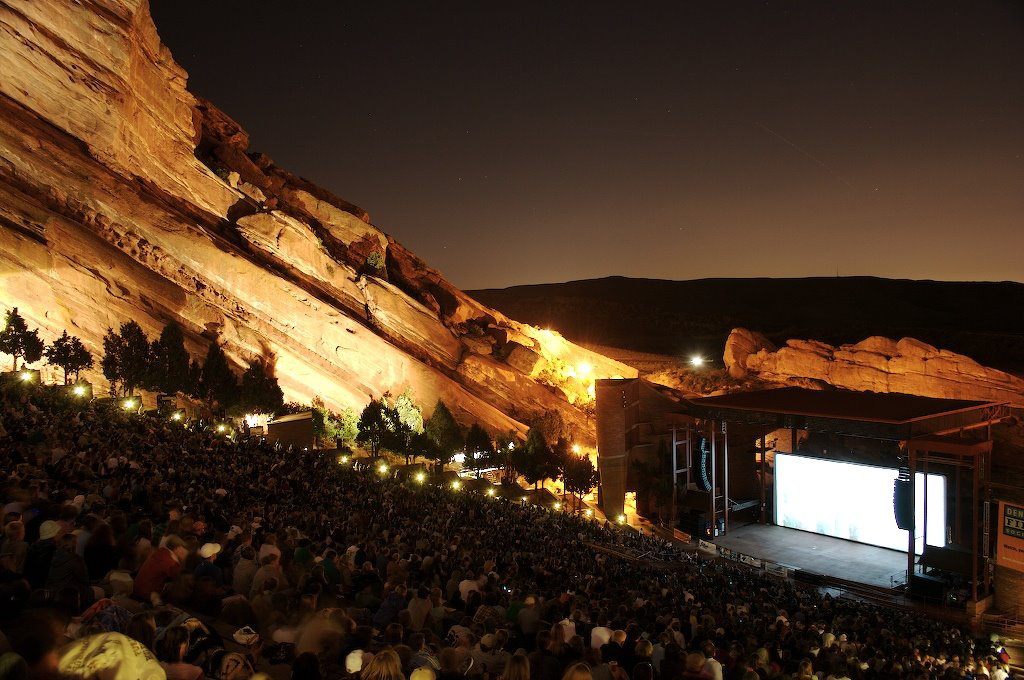
El "Red Rocks Amphitheatre", donde el álbum fue grabado el 16 de mayo de 2013.

«Night Visions Live» fue grabado durante la presentación de la banda en el recinto natural "Red Rocks Amphitheatre" en la localidad de Morrison, a 16 km de Denver, Colorado, el 16 de mayo de 2013, en una fecha del tour por Norteamérica. El lugar, que tiene un aforo de 9.525 personas, se había vendido totalmente para la presentación, que se llevó a cabo por solo una noche.
Sin embargo, las lista de canciones del show no refleja la lista original de «Night Visions Live». Por ejemplo, el show iniciaba con «Round And Round», la canción de apertura habitual durante el «Night Visions Tour» y progresaba con «Amsterdam», «Tiptoe», «Hear Me», «Cha-Ching (Till We Grow Older)», «Rocks», «Radioactive», «30 Lives», «Bleeding Out», «Demons», luego una versión de «Stand by Me» de Ben E. King, «Underdog» y «On Top Of The World» antes de terminar el programa con «It's Time», y escenificando un bis con «Nothing Left To Say», la lista más habitual para la gira.
El vídeo, sin embargo, siguió a la lista de canciones en orden cronológico, pero omitiendo las presentaciones de «Hear Me», «Radioactive», «30 Lives», «Bleeding Out», «Stand By Me», «On Top Of The World» y el encore con «Nothing Left To Say». La actuación en sí duró menos de dos horas y fue descrita por A. H. Goldstein, del periódico semanal alternativo con sede en Denver Westword, como: «Un espectáculo escénico bien elaborado y de gran presupuesto que habría encajado perfectamente en cualquier estadio o habitación deslumbrante en su natal Las Vegas».
La actuación grabada se convirtió en el segundo álbum en vivo de la banda después de «Live at Independent Records», que también fue grabado en Denver, Colorado. El vocalista Dan Reynolds sufrió notablemente una fractura en la mano durante la presentación, esto sucedió después de que golpeó un tambor durante una presentación en mayo de 2013, convirtiéndola, casualmente, en la segunda grabación en vivo durante la cual Reynolds sufría de una afección médica. «Live at Independent Records» se grabó cuando Reynolds se estaba recuperando de una cirugía de garganta.
El espectáculo fue uno de los muchos que se registraron durante el Night Visions Tour en formato audiovisual para un posible lanzamiento durante o después de la gira, antes de que finalice el ciclo de promoción de «Night Visions». Las presentaciones grabadas incluyen la noche de apertura del Night Visions Tour el 30 de diciembre de 2012 en The Joint en Las Vegas, Nevada, que fue utilizado más adelante para un video en vivo de «Radioactive» y partes del video musical para «Demons», que, en parte, se combinó con material del archivo de la presentación del 9 de febrero de 2013 en ese mismo lugar.

## Lista de canciones
| CD: Night Visions Live |                                                               |          |  |
| N.º                    | Título                                                        | Duración |  |
| 1.                     | «Radioactive» (Live From Red Rocks / 2014)                    | 6:44     |  |
| 2.                     | «Hear Me» (Live From Red Rocks / 2014)                        | 4:54     |  |
| 3.                     | «On Top Of The World» (Live From Red Rocks / 2014)            | 3:22     |  |
| 4.                     | «Round And Round» (Live From Red Rocks / 2014)                | 3:38     |  |
| 5.                     | « Amsterdam» (Live From Red Rocks / 2014)                     | 4:11     |  |
| 6.                     | «Tiptoe» (Live From Red Rocks / 2014)                         | 5:35     |  |
| 7.                     | «Cha-Ching (Till We Grow Older)» (Live From Red Rocks / 2014) | 4:43     |  |
| 8.                     | «Rocks» (Live From Red Rocks / 2014)                          | 3:43     |  |
| 9.                     | «Demons» (Live From Red Rocks / 2014)                         | 3:16     |  |
| 10.                    | «Underdog» (Live From Red Rocks / 2014)                       | 4:18     |  |
| 11.                    | «It's Time» (Live From Red Rocks / 2014)                      | 5:30     |  |
| 12.                    | «It's Time» (Live London Sessions / 2013)                     | 4:10     |  |
| 13.                    | «Radioactive» (Live London Sessions / 2013)                   | 4:30     |  |
| 14.                    | «Demons» (Live London Sessions / 2013)                        | 3:07     |  |
| 49:54                  |                                                               |          |  |

| DVD: The Making Of Night Visions Documentary The Making Of Documentary |                                                    |          |  |
| N.º                                                                    | Título                                             | Duración |  |
| 1.                                                                     | «Intro»                                            |          |  |
| 2.                                                                     | «In The Studio Pt. 1 / Alex Da Kid»                |          |  |
| 3.                                                                     | «Radioactive» (Live)                               |          |  |
| 4.                                                                     | «Las Vegas / Beginning Days»                       |          |  |
| 5.                                                                     | «In The Studio Pt. 2»                              |          |  |
| 6.                                                                     | «Demons» (Live)                                    |          |  |
| 7.                                                                     | «In The Studio Pt. 3»                              |          |  |
| 8.                                                                     | «Hear Me» (Live)                                   |          |  |
| 9.                                                                     | «In The Studio Pt. 4 / Album Planning»             |          |  |
| 10.                                                                    | «In The Studio Pt. 5 / Every Night / Reflection»   |          |  |
| 11.                                                                    | «In The Studio Pt. 6 / On Top Of The World» (Live) |          |  |
| 12.                                                                    | «End Credits»                                      |          |  |

| Bonus Material: Live From Red Rocks |                 |          |  |
| N.º                                 | Título          | Duración |  |
| 13.                                 | «Show Intro»    |          |  |
| 14.                                 | «Round & Round» |          |  |
| 15.                                 | «Amsterdam»     |          |  |
| 16.                                 | «Tip Toe»       |          |  |
| 17.                                 | «Cha-Ching»     |          |  |
| 18.                                 | «Rocks»         |          |  |
| 19.                                 | «Demons»        |          |  |
| 20.                                 | «Underdog»      |          |  |
| 21.                                 | «It's Time»     |          |  |

| Music Videos |                       |          |  |
| N.º          | Título                | Duración |  |
| 22.          | «It's Time»           | 4:06     |  |
| 23.          | «Radioactive»         | 4:22     |  |
| 24.          | «Demons»              | 3:57     |  |
| 25.          | «On Top Of The World» | 4:02     |  |

## Créditos
Adaptados del booklet de «Night Visions Live».
Todas las canciones son interpretadas por Imagine Dragons.

### Night Visions Live: Disco 1
Radioactive (Live From Red Rocks / 2014)
- Escrito por Dan Reynolds, Wayne Sermon, Ben McKee, Alexander Grant y Josh Mosser.
- Producido por Alex Da Kid para KIDinaKORNER.
- Publicado por KIDinaKORNER / Universal, Songs of Universal, Inc. (BMI) o/b/o Alexander Grant.
- Mezclado por Matt Cropper.

℗ 2014 KIDinaKORNER/Interscope Records
Hear Me (Live From Red Rocks / 2014)
- Escrito por Dan Reynolds, Wayne Sermon y Ben McKee.
- Producido por Imagine Dragons.
- Publicado por KIDinaKORNER / Universal.
- Mezclado por Matt Cropper.

℗ 2014 KIDinaKORNER/Interscope Records
On Top Of The World (Live From Red Rocks / 2014)
- Escrito por Dan Reynolds, Wayne Sermon, Ben McKee, Alexander Grant y Josh Mosser.
- Producido por Imagine Dragons y Alex Da Kid para KIDinaKORNER.
- Publicado por KIDinaKORNER / Universal, Songs of Universal, Inc. (BMI) o/b/o Alexander Grant.
- Mezclado por Matt Cropper.

℗ 2014 KIDinaKORNER/Interscope Records
Round And Round (Live From Red Rocks / 2014)
- Escrito por Dan Reynolds, Wayne Sermon, Ben McKee y Alexander Grant.
- Producido por Imagine Dragons y Alex Da Kid para KIDinaKORNER.
- Publicado por KIDinaKORNER / Universal, Songs of Universal, Inc. (BMI) o/b/o Alexander Grant.
- Mezclado por Keith Megna y Christopher Heller.

℗ 2014 KIDinaKORNER/Interscope Records
Amsterdam (Live From Red Rocks / 2014)
- Escrito por Dan Reynolds, Wayne Sermon y Ben McKee.
- Producido por Brandon Darner e Imagine Dragons.
- Publicado por KIDinaKORNER / Universal.
- Mezclado por Keith Megna y Christopher Heller.

℗ 2014 KIDinaKORNER/Interscope Records
Tiptoe (Live From Red Rocks / 2014)
- Escrito por Dan Reynolds, Wayne Sermon y Ben McKee.
- Producido por Imagine Dragons.
- Publicado por KIDinaKORNER / Universal.
- Mezclado por Keith Megna y Christopher Heller.

℗ 2014 KIDinaKORNER/Interscope Records
Cha-Ching (Till We Grow Older) (Live From Red Rocks / 2014)
- Escrito por Dan Reynolds, Wayne Sermon, Ben McKee y Clint Holgate.
- Producido por Imagine Dragons.
- Publicado por KIDinaKORNER / Universal.
- Mezclado por Keith Megna y Christopher Heller.

℗ 2014 KIDinaKORNER/Interscope Records
Rocks (Live From Red Rocks / 2014)
- Escrito por Dan Reynolds, Wayne Sermon y Ben McKee.
- Producido por Imagine Dragons.
- Publicado por KIDinaKORNER / Universal.
- Mezclado por Keith Megna y Christopher Heller.

℗ 2014 KIDinaKORNER/Interscope Records
Demons (Live From Red Rocks / 2014)
- Escrito por Dan Reynolds, Wayne Sermon, Ben McKee, Alexander Grant y Josh Mosser.
- Producido por Alex Da Kid para KIDinaKORNER.
- Publicado por KIDinaKORNER / Universal, Songs of Universal, Inc. (BMI) o/b/o Alexander Grant.
- Mezclado por Keith Megna y Christopher Heller.

℗ 2014 KIDinaKORNER/Interscope Records
Underdog (Live From Red Rocks / 2014)
- Escrito por Dan Reynolds, Wayne Sermon y Ben McKee.
- Producido por Imagine Dragons.
- Publicado por KIDinaKORNER / Universal.
- Mezclado por Keith Megna y Christopher Heller.

℗ 2014 KIDinaKORNER/Interscope Records
It's Time (Live From Red Rocks / 2014)
- Escrito por Dan Reynolds, Wayne Sermon y Ben McKee.
- Producido por Brandon Darner e Imagine Dragons.
- Publicado por KIDinaKORNER / Universal.
- Mezclado por Keith Megna y Christopher Heller.

℗ 2014 KIDinaKORNER/Interscope Records

### Bonus Tracks: The London Acoustic Session
It's Time (Live London Sessions / 2013)
- Escrito por Dan Reynolds, Wayne Sermon y Ben McKee.
- Producido por Brandon Darner e Imagine Dragons.
- Publicado por KIDinaKORNER / Universal.
- Grabado y Mezclado por Kevin Vanbergen en “Wendy House” (Londres, Reino Unido).

℗ 2013 KIDinaKORNER/Interscope Records
Radioactive (Live London Sessions / 2013)
- Escrito por Dan Reynolds, Wayne Sermon, Ben McKee, Alexander Grant y Josh Mosser.
- Producido por Alex Da Kid para KIDinaKORNER.
- Publicado por KIDinaKORNER / Universal, Songs of Universal, Inc. (BMI) o/b/o Alexander Grant.
- Grabado y Mezclado por Kevin Vanbergen en “Wendy House” (Londres, Reino Unido).

℗ 2013 KIDinaKORNER/Interscope Records
Demons (Live London Sessions / 2013)
- Escrito por Dan Reynolds, Wayne Sermon, Ben McKee, Alexander Grant y Josh Mosser.
- Producido por Alex Da Kid para KIDinaKORNER.
- Publicado por KIDinaKORNER / Universal, Songs of Universal, Inc. (BMI) o/b/o Alexander Grant.
- Grabado y Mezclado por Kevin Vanbergen en “Wendy House” (Londres, Reino Unido).

℗ 2013 KIDinaKORNER/Interscope Records

### Night Visions Live: Disco 2

#### The Making of Night Visions Documentary
- Dirigido por: Isaac Halesima
- Producido por: Isaac Halesima, Mac Reynolds, Alex Da Kid, Michelle An y Matt LaMotte
- Editado por: Isaac Halesima
- Consultor y Coordinador: Matt Eastin
- Cámara: Isaac Halesima, Bryan Fugal, Russ Mayo, Chad Peters y Ty Arnold.
- Asistente de Producción: Adrielle Fugal
- “Studio At The Palms”: Mark Grey, Zoey Thrall y Rob Katz.
- “Westlake Recording Studios”: Joshua Mosser.

#### Live At Red Rocks
- Audio Grabado por Matt Cropper, Kevin Clock y Jesse O'Brien.

#### Videos Musicales
1. It's Time
2. Radioactive
3. Demons
4. On Top Of The World

#### Night Visions Live[14]
Imagine Dragons
- Dan Reynolds: Voz (en todas las canciones) y Percusión (en «Radioactive», «Hear Me», «Round And Round», «Tiptoe», «Cha-Ching (Till We Grow Older)» y «Rocks»).
- Wayne Sermon: Voz de Fondo, Guitarra (en todas las canciones) y Percusión (en «Radioactive»).
- Ben McKee: Voz de Fondo, Bajo (en todas las canciones), Sintetizador y Percusión (en «Radioactive»).
- Daniel Platzman: Voz de Fondo, Batería (en todas las canciones) y Percusión (en «Radioactive»).

Miembros en el Escenario
- Ryan Walker: Voz de Fondo, Teclados (en todas las canciones), Guitarra Eléctrica (en «Radioactive», «Tiptoe», «Cha-Ching (Till We Grow Older)»), Pandereta (en «Hear Me»), Guitarra acústica (en «Round And Round») y Mandolina (en «It's Time»).

#### The London Acoustic Session
Imagine Dragons
- Dan Reynolds: Voz y Guitarra acústica.
- Wayne Sermon: Voz de Fondo y Guitarra acústica.
- Ben McKee: Voz de Fondo y Bajo acústico.
- Daniel Platzman: Voz de fondo, Percusión y Viola.

## Certificaciones
| México | AMPROFON | 2× Platino | 120,000^ | , | [ 15 ] |

## Historial de lanzamientos
| Región         | Fecha                 | Formato          | Discográfica                    | No, de Catalog. |
| -------------- | --------------------- | ---------------- | ------------------------------- | --------------- |
| Canadá         | 25 de febrero de 2014 | CD + DVD         | KIDinaKORNER Interscope Records | 0253773521      |
| Estados Unidos | 25 de febrero de 2014 | CD + DVD         | KIDinaKORNER Interscope Records | 0253773521      |
| Ucrania        | 4 de marzo de 2014    | Descarga digital | Interscope Records              | Ninguna         |
| Australia      | 4 de abril de 2014    | CD + DVD         | Interscope Records              | Desconocido     |
| Nueva Zelanda  | 4 de abril de 2014    | CD + DVD         | Interscope Records              | Desconocido     |
| Francia        | 7 de abril de 2014    | CD + DVD         | Interscope Records              | Desconocido     |
| Alemania       | 7 de abril de 2014    | CD + DVD         | Interscope Records              | Desconocido     |
| Reino Unido    | 7 de abril de 2014    | CD + DVD         | Interscope Records              | Desconocido     |